# Drimiopsis pusilla
Drimiopsis pusilla är en sparrisväxtart som beskrevs av U.Müll.-doblies och D.Müll.-doblies. Drimiopsis pusilla ingår i släktet Drimiopsis och familjen sparrisväxter.
Artens utbredningsområde är Swaziland. Inga underarter finns listade i Catalogue of Life.